# Prospero Marefoschi
Prospero Marefoschi (Monte Santo della Marca, 24 settembre 1653 – Roma, 24 febbraio 1732) è stato un cardinale e arcivescovo cattolico italiano.
Era di nobili origini, ed era figlio di Camillo Marefoschi e di Speranza Guarnieri. Fu zio dei cardinali Raniero Felice Simonetti e Mario Compagnoni Marefoschi

## Biografia
Nel 1674 ottenne la laurea in utroque jure presso l'Università di Fermo. Trasferitosi a Roma ricoprì incarichi presso il Supremo Tribunale della Segnatura Apostolica divenendo poi Segretario del Camerlengo di Santa Romana Chiesa poi della Sacra Congregazione del Buon Governo e poi di quella dell'immunità ecclesiastica. Fu anche canonico della Basilica Vaticana. Nel 1709 ricevette il diaconato.
Il 1º giugno 1711 fu nominato vescovo titolare della diocesi di Cirene e sei giorni dopo ricevette la consacrazione episcopale. Nel febbraio del 1721 venne trasferito alla sede di Cesarea di Cappadocia come arcivescovo titolare.
Papa Benedetto XIII lo elevò al rango di cardinale nel concistoro del 20 dicembre 1724, assegnandogli il titolo cardinalizio di cardinale presbitero di San Crisogono. Egli optò però subito dopo per il titolo di San Callisto. Fu Vicario Generale di Roma. Nel 1726 gli venne assegnato il titolo di abate commendatario di Madignano, presso Crema. Nel 1728 optò per il titolo di Cardinale presbitero di San Silvestro in Capite. Partecipò al conclave del 1730 che elesse papa Clemente XII.
Morì il 24 febbraio 1732 all'età di 78 anni e la sua salma venne inumata nella chiesa di San Salvatore in Lauro, ove gli venne eretto uno splendido monumento funebre, opera dello scultore Carlo Monaldi, su disegno dell'architetto Girolamo Theodoli.

## Genealogia episcopale e successione apostolica
La genealogia episcopale è:
- Cardinale Scipione Rebiba
- Cardinale Giulio Antonio Santori
- Cardinale Girolamo Bernerio, O.P.
- Arcivescovo Galeazzo Sanvitale
- Cardinale Ludovico Ludovisi
- Cardinale Luigi Caetani
- Cardinale Ulderico Carpegna
- Cardinale Paluzzo Paluzzi Altieri degli Albertoni
- Cardinale Gaspare Carpegna
- Cardinale Fabrizio Paolucci
- Cardinale Prospero Marefoschi

La successione apostolica è:
- Vescovo Giulio Cesare Compagnoni (1725)
- Cardinale Raniero Felice Simonetti (1728)
- Vescovo Ludovico Savageri, C.R.S. (1728)